# Pixminds
Pixminds (anciennement E-Concept) est un groupe français fondé en 1999 à Chambéry en France, spécialisé dans la production de périphériques informatiques : souris, contrôleurs de jeu, casques audio, accessoires gaming, écrans tactiles dédiés aux domaines du jeu vidéo, de l’éducation et de la productivité.

## Historique
- 1999, création de E-Concept par Lionel Chataignier[1] en tant qu’activité d’import de matériel informatique[5].

- 2012, création de Pixminds, holding détenant E-Concept.

- 2015, création de Ark, filiale R&D de Pixminds[6].

- 2016, Ark est lauréate du Concours national d’Innovation Numérique[7], première levée de fonds auprès du Crédit Agricole.

- 2017, premier prototype d’écran tactile[8].

- 2018, commercialisation des premiers produits Pixminds sous les marques Lexip et Steelplay, seconde levée de fonds auprès du fonds d’investissement Maelo[9].

- 2019, Pixminds est classée troisième entreprise la plus récompensée au CES de Las Vegas[10] derrière Samsung et MSI, devant Bosch et Motorola.

- 2020, nomination de Hugo Loi en tant que Directeur Général du groupe, E-Concept est renommée Pixminds Distribution[11].

- 2021, accord de distribution avec ALSO Holding, un des fournisseurs de technologie leader sur le marché de l’Informatique et des télécoms[12].

- 2022, accord de partenariat avec Tsume Art en vue de développer de nouveaux produits bénéficiant de licences internationales de mangas[13].

## Activités

### Produits
- Lexip : Périphériques informatiques, en particulier souris facilitant la navigation à l’aide d’un joystick intégré actionnable avec le pouce et souris 3D[2] avec pivot interne, destinées à la conception assistée par ordinateur ainsi qu’aux jeux de simulation de vol aérien ou spatial. Lexip développe également des patins de souris en céramique durable[14].
- Steelplay : Contrôleurs de jeu, casques audio et accessoires gaming, destinés à être accessibles au grand public[15], durables et incluant une garantie commerciale de 5 ans[16].

- Ark : Écrans tactiles de grande dimension destinés à l’apprentissage collaboratif[6].
- R-Cade : Bornes d’arcade, flippers électroniques, et mobilier Esport et retrogaming destinés à des tournois tels que la R-Cade Cup[17].

Les produits de Pixminds sont reconnus dans les domaines de la souris pour ordinateur, du matériel Esport et du retrogaming. Ils sont aussi récompensés par diverses institutions telles que le Ministère de l’Intérieur, l’Institut Français du Design, le German Design Council (en) et la Consumer Electronics Association pour leur utilisation différenciée en termes d'ergonomie et de matériaux durables tels que la céramique. Le groupe Pixminds est considéré comme étant un leader technologique de son secteur tant par sa position dans le classement mondial du CES de Las Vegas que par sa croissance ainsi que son implantation internationale,,.

### Collaborations et mécénats
Pixminds entretient des collaborations scientifiques avec le CNRS, le Campus Région du Numérique, l’Institut des hautes études économiques et commerciales dont l’installation d’écran tactile Ark a fait l’objet d’une visite de la Ministre déléguée chargée de l’Industrie, ou encore l’École Polytechnique. Elle conserve également une des plus importantes collections de consoles et jeux retrogaming d’Europe dans son Muséum d’Histoire Virtuelle ouvert au public,,, et héberge actuellement l’équipe Esport européenne Valiant.